# Лауреати Державної премії України в галузі науки і техніки (2018)
Державна премія України в галузі науки і техніки — лауреати 2018 року.
На підставі подання Комітету з Державних премій України в галузі науки і техніки Президент України Петро Порошенко видав Указ № 110/2019 від 8 квітня 2019 року «Про присудження Державних премій України в галузі науки і техніки 2018 року».
За поданням Комітету присуджено 12 Державних премій України в галузі науки і техніки за відкриті роботи.
На 2018 рік розмір Державної премії України в галузі науки і техніки склав 300 000 гривень кожна.

## Лауреати Державної премії України в галузі науки і техніки 2018 року
| Премійована робота | Лауреати                               | Коротко про лауреата |
| --- | -------------------------------------- | --- |
| за роботу «Якісні методи дослідження моделей математичної фізики»                                                                           | Кочубей Анатолій Наумович              | член-кореспондент Національної академії наук України, завідувач відділу Інституту математики НАН України                                                                               |
| за роботу «Якісні методи дослідження моделей математичної фізики»                                                                           | Фельдман Геннадій Михайлович           | член-кореспондент Національної академії наук України, заступник директора Фізико-технічного інституту низьких температур імені Б. І. Вєркіна НАН України                               |
| за роботу «Якісні методи дослідження моделей математичної фізики»                                                                           | Щербина Марія Володимирівна            | член-кореспондент Національної академії наук України, завідувач відділу Фізико-технічного інституту низьких температур імені Б. І. Вєркіна НАН України                                 |
| за роботу «Якісні методи дослідження моделей математичної фізики»                                                                           | Ребенко Олексій Лукич                  | доктор фізико-математичних наук, головний науковий співробітник Інституту математики НАН України                                                                                       |
| за роботу «Якісні методи дослідження моделей математичної фізики»                                                                           | Микитюк Ігор Володимирович             | доктор фізико-математичних наук, провідний науковий співробітник Інституту прикладних проблем механіки і математики імені Я. С. Підстригача НАН України                                |
| за роботу «Якісні методи дослідження моделей математичної фізики»                                                                           | Самойленко Валерій Григорович          | доктор фізико-математичних наук, завідувач кафедри Київського національного університету імені Тараса Шевченка                                                                         |
| за роботу «Якісні методи дослідження моделей математичної фізики»                                                                           | Прикарпатський Анатолій Карольович     | доктор фізико-математичних наук, професор Дрогобицького державного педагогічного університету імені Івана Франка                                                                       |
| за роботу «Методи та новітні підходи до проектування, управління і застосування високопродуктивних IT-інфраструктур»                        | Погорілий Сергій Дем'янович            | доктор технічних наук, завідувач кафедри Київського національного університету імені Тараса Шевченка                                                                                   |
| за роботу «Методи та новітні підходи до проектування, управління і застосування високопродуктивних IT-інфраструктур»                        | Кривий Сергій Лук'янович               | доктор фізико-математичних наук, професор Київського національного університету імені Тараса Шевченка                                                                                  |
| за роботу «Методи та новітні підходи до проектування, управління і застосування високопродуктивних IT-інфраструктур»                        | Волохов Віктор Миколайович             | кандидат фізико-математичних наук, доцент Київського національного університету імені Тараса Шевченка                                                                                  |
| за роботу «Методи та новітні підходи до проектування, управління і застосування високопродуктивних IT-інфраструктур»                        | Бойко Юрій Володимирович               | кандидат фізико-математичних наук, доцент Київського національного університету імені Тараса Шевченка                                                                                  |
| за роботу «Методи та новітні підходи до проектування, управління і застосування високопродуктивних IT-інфраструктур»                        | Теленик Сергій Федорович               | доктор технічних наук, декан Національного технічного університету України «Київський політехнічний інститут імені Ігоря Сікорського»                                                  |
| за роботу «Методи та новітні підходи до проектування, управління і застосування високопродуктивних IT-інфраструктур»                        | Ролік Олександр Іванович               | доктор технічних наук, завідувач кафедри Національного технічного університету України «Київський політехнічний інститут імені Ігоря Сікорського»                                      |
| за роботу «Методи та новітні підходи до проектування, управління і застосування високопродуктивних IT-інфраструктур»                        | Глибовець Микола Миколайович           | доктор фізико-математичних наук, декан Національного університету «Києво-Могилянська академія»                                                                                         |
| за роботу «Методи та новітні підходи до проектування, управління і застосування високопродуктивних IT-інфраструктур»                        | Опанасенко Володимир Миколайович       | доктор технічних наук, провідний науковий співробітник Інституту кібернетики імені В. М. Глушкова НАН України                                                                          |
| за роботу «Радіовипромінювання Всесвіту на декаметрових хвилях»:                                                                            | Коноваленко Олександр Олександрович    | академік Національної академії наук України, заступник директора Радіоастрономічного інституту НАН України                                                                             |
| за роботу «Радіовипромінювання Всесвіту на декаметрових хвилях»:                                                                            | Захаренко Вячеслав Володимирович       | члену-кореспондент Національної академії наук України, директор Радіоастрономічного інституту НАН України                                                                              |
| за роботу «Радіовипромінювання Всесвіту на декаметрових хвилях»:                                                                            | Калініченко Микола Миколайович         | доктор фізико-математичних наук, завідувач відділу Радіоастрономічного інституту НАН України                                                                                           |
| за роботу «Радіовипромінювання Всесвіту на декаметрових хвилях»:                                                                            | Мельник Валентин Миколайович           | доктор фізико-математичних наук, завідувач відділу Радіоастрономічного інституту НАН України                                                                                           |
| за роботу «Радіовипромінювання Всесвіту на декаметрових хвилях»:                                                                            | Станиславський Олександр Олександрович | доктор фізико-математичних наук, провідний науковий співробітник Радіоастрономічного інституту НАН України                                                                             |
| за роботу «Радіовипромінювання Всесвіту на декаметрових хвилях»:                                                                            | Ульянов Олег Михайлович                | кандидат фізико-математичних наук, завідувач відділу Радіоастрономічного інституту НАН України                                                                                         |
| за роботу «Радіовипромінювання Всесвіту на декаметрових хвилях»:                                                                            | Сидорчук Михайло Анатолійович          | науковий співробітник Радіоастрономічного інституту НАН України |
| за роботу «Радіовипромінювання Всесвіту на декаметрових хвилях»:                                                                            | Степкін Сергій Васильович              | науковий співробітник Радіоастрономічного інституту НАН України |
| за роботу «Розробка і впровадження конденсаторів парових турбін атомних електростанцій»:                                                    | Харлампіді Дионіс Харлампійович        | доктор технічних наук, провідний науковий співробітник Інституту проблем машинобудування імені А. М. Підгорного НАН України                                                            |
| за роботу «Розробка і впровадження конденсаторів парових турбін атомних електростанцій»:                                                    | Касаткін Олег Георгійович              | доктор технічних наук, провідний науковий співробітник Інституту електрозварювання імені Є. О. Патона НАН України                                                                      |
| за роботу «Розробка і впровадження конденсаторів парових турбін атомних електростанцій»:                                                    | Шавлаков Олександр Володимирович       | перший віце-президент — технічний директор державного підприємства "Національна атомна енергогенеруюча компанія «Енергоатом»                                                           |
| за роботу «Розробка і впровадження конденсаторів парових турбін атомних електростанцій»:                                                    | Усс Олександр Миколайович              | заступник головного конструктора — начальник конструкторського відділу теплообмінних апаратів акціонерного товариства «Турбоатом»                                                      |
| за роботу «Розробка і впровадження конденсаторів парових турбін атомних електростанцій»:                                                    | Пацюк Сергій Трохимович                | заступнику генерального директора акціонерного товариства «Турбоатом» |
| за роботу «Розробка і впровадження конденсаторів парових турбін атомних електростанцій»:                                                    | Вавілов Олександр Васильович           | начальник відділу акціонерного товариства «Турбоатом» |
| за роботу «Розробка і впровадження конденсаторів парових турбін атомних електростанцій»:                                                    | Феофентов Микола Олексійович           | головний інженер відокремленого підрозділу «Южно-Українська АЕС» державного підприємства "Національна атомна енергогенеруюча компанія «Енергоатом»                                     |
| за роботу «Розробка і впровадження конденсаторів парових турбін атомних електростанцій»:                                                    | Панченко Олександр Вікторович          | посмертно |
| за роботу «Електротехнологічний комплекс виробництва кабельних систем надвисоких напруг»:                                                   | Кондратенко Ігор Петрович              | член-кореспондент Національної академії наук України, завідувач відділу Інституту електродинаміки НАН України                                                                          |
| за роботу «Електротехнологічний комплекс виробництва кабельних систем надвисоких напруг»:                                                   | Гориславець Юрій Михайлович            | доктор технічних наук, провідний науковий співробітник Інституту електродинаміки НАН України                                                                                           |
| за роботу «Електротехнологічний комплекс виробництва кабельних систем надвисоких напруг»:                                                   | Супруновська Наталія Ігорівна          | доктор технічних наук, провідний науковий співробітник Інституту електродинаміки НАН України                                                                                           |
| за роботу «Електротехнологічний комплекс виробництва кабельних систем надвисоких напруг»:                                                   | Гурин Анатолій Григорович              | доктор технічних наук, завідувач кафедри Національного технічного університету «Харківський політехнічний інститут»                                                                    |
| за роботу «Електротехнологічний комплекс виробництва кабельних систем надвисоких напруг»:                                                   | Щерба Максим Анатолійович              | доктор технічних наук, доцент Національного технічного університету України «Київський політехнічний інститут імені Ігоря Сікорського»                                                 |
| за роботу «Електротехнологічний комплекс виробництва кабельних систем надвисоких напруг»:                                                   | Золотарьов Володимир Володимирович     | кандидат технічних наук, директор з нової техніки приватного акціонерного товариства «Завод Південкабель»                                                                              |
| за роботу «Електротехнологічний комплекс виробництва кабельних систем надвисоких напруг»:                                                   | Обозний Андрій Леонідович              | головний технолог приватного акціонерного товариства «Завод Південкабель» |
| за роботу «Електротехнологічний комплекс виробництва кабельних систем надвисоких напруг»:                                                   | Чопов Євген Юрійович                   | заступник головного інженера приватного акціонерного товариства «Завод Південкабель»                                                                                                   |
| за роботу «Розробка вугільних родовищ з переходом високоамплітудних тектонічних порушень»:                                                  | Гапєєв Сергію Миколайович              | доктор технічних наук, завідувач кафедри Національного технічного університету «Дніпровська політехніка»                                                                               |
| за роботу «Розробка вугільних родовищ з переходом високоамплітудних тектонічних порушень»:                                                  | Солодянкін Олександр Вікторович        | доктор технічних наук, професор Національного технічного університету «Дніпровська політехніка»                                                                                        |
| за роботу «Розробка вугільних родовищ з переходом високоамплітудних тектонічних порушень»:                                                  | Вигодін Михайло Олександрович          | кандидат технічних наук, доцент Національного технічного університету «Дніпровська політехніка»                                                                                        |
| за роботу «Розробка вугільних родовищ з переходом високоамплітудних тектонічних порушень»:                                                  | Барабаш Михайло Володимирович          | кандидат технічних наук, директор з видобутку вугілля товариства з обмеженою відповідальністю «ДТЕК Енерго»                                                                            |
| за роботу «Розробка вугільних родовищ з переходом високоамплітудних тектонічних порушень»:                                                  | Воронін Сергій Анатолійович            | генеральний директор приватного акціонерного товариства «ДТЕК Павлоградвугілля» товариства з обмеженою відповідальністю «ДТЕК Енерго»                                                  |
| за роботу «Розробка вугільних родовищ з переходом високоамплітудних тектонічних порушень»:                                                  | Пілюгин Віталій Іванович               | доктор технічних наук, технічний експерт товариства з обмеженою відповідальністю «Науково-проектний центр ДТЕК» товариства з обмеженою відповідальністю «ДТЕК Енерго»                  |
| за роботу «Розробка вугільних родовищ з переходом високоамплітудних тектонічних порушень»:                                                  | Снігур Василь Григорович               | кандидат технічних наук, директор виробничого структурного підрозділу «Шахтоуправління імені Героїв космосу» товариства з обмеженою відповідальністю «ДТЕК Енерго»                     |
| за роботу «Розробка вугільних родовищ з переходом високоамплітудних тектонічних порушень»:                                                  | Мкртчян Сасун Вартанович               | пенсіонер |
| за роботу «Хімічний дизайн наноструктурованих матеріалів»:                                                                                  | Омельчук Анатолій Опанасович           | член-кореспондент Національної академії наук України, заступник директора Інституту загальної та неорганічної хімії імені В. І. Вернадського НАН України                               |
| за роботу «Хімічний дизайн наноструктурованих матеріалів»:                                                                                  | Огенко Володимир Михайлович            | члену-кореспондент Національної академії наук України, завідувач відділу Інституту загальної та неорганічної хімії імені В. І. Вернадського НАН України                                |
| за роботу «Хімічний дизайн наноструктурованих матеріалів»:                                                                                  | Мчедлов-Петросян Микола Отарович       | член-кореспондент Національної академії наук України, завідувач кафедри Харківського національного університету імені В. Н. Каразіна                                                   |
| за роботу «Хімічний дизайн наноструктурованих матеріалів»:                                                                                  | Гунько Володимир Мусійович             | доктор хімічних наук, завідувач відділу Інституту хімії поверхні імені О. О. Чуйка НАН України                                                                                         |
| за роботу «Хімічний дизайн наноструктурованих матеріалів»:                                                                                  | Тарасенко Юрій Олександрович           | доктор хімічних наук, завідувач лабораторії Інституту хімії поверхні імені О. О. Чуйка НАН України                                                                                     |
| за роботу «Хімічний дизайн наноструктурованих матеріалів»:                                                                                  | Данилов Фелікс Йосипович               | доктор хімічних наук, директор інституту державного вищого навчального закладу «Український державний хіміко-технологічний університет»                                                |
| за роботу «Хімічний дизайн наноструктурованих матеріалів»:                                                                                  | Веліченко Олександр Борисович          | доктор хімічних наук, завідувач кафедри державного вищого навчального закладу «Український державний хіміко-технологічний університет»                                                 |
| за роботу «Хімічний дизайн наноструктурованих матеріалів»:                                                                                  | Проценко В'ячеслав Сергійович          | доктор хімічних наук, професор державного вищого навчального закладу «Український державний хіміко-технологічний університет»                                                          |
| за роботу «Новітні технології діагностики і лікування бойової вогнепальної травми та її наслідків»:                                         | Салютін Руслан Вікторович              | доктор медичних наук, заступник директора державної установи «Національний інститут хірургії та трансплантології імені О. О. Шалімова» Національної академії медичних наук України     |
| за роботу «Новітні технології діагностики і лікування бойової вогнепальної травми та її наслідків»:                                         | Третяк Ігор Богданович                 | доктор медичних наук, завідувач відділення державної установи «Інститут нейрохірургії імені академіка А. П. Ромоданова Національної академії медичних наук України»                    |
| за роботу «Новітні технології діагностики і лікування бойової вогнепальної травми та її наслідків»:                                         | Хоменко Ігор Петрович                  | доктор медичних наук, полковник медичної служби, начальник Головного військово-медичного управління Міністерства оборони України                                                       |
| за роботу «Новітні технології діагностики і лікування бойової вогнепальної травми та її наслідків»:                                         | Негодуйко Володимир Володимирович      | кандидат медичних наук, підполковник медичної служби, начальник відділення Військово-медичного клінічного центру Північного регіону Міністерства оборони України                       |
| за роботу «Новітні технології діагностики і лікування бойової вогнепальної травми та її наслідків»:                                         | Біленький Віктор Андрійович            | полковник медичної служби, провідний хірург Військово-медичного клінічного центру Північного регіону Міністерства оборони України                                                      |
| за роботу «Новітні технології діагностики і лікування бойової вогнепальної травми та її наслідків»:                                         | Михайлусов Ростислав Миколайович       | кандидат медичних наук, доцент Харківської медичної академії післядипломної освіти |
| за роботу «Новітні технології діагностики і лікування бойової вогнепальної травми та її наслідків»:                                         | Ковтуну Костянтин Васильович           | кандидат фізико-математичних наук, директор державного підприємства «Науково-технологічний центр „Берилій“ Національної академії наук України»                                         |
| за роботу «Новітні технології діагностики і лікування бойової вогнепальної травми та її наслідків»:                                         | Великодний Олексій Миколайович         | кандидат фізико-математичних наук, старший науковий співробітник Національного наукового центру «Харківський фізико-технічний інститут» НАН України                                    |
| за роботу «Наукова розробка та впровадження персоніфікованого підходу до діагностики, лікування та профілактики імунозалежних захворювань»: | Ждан В'ячеслав Миколайович             | доктор медичних наук, ректор Української медичної стоматологічної академії |
| за роботу «Наукова розробка та впровадження персоніфікованого підходу до діагностики, лікування та профілактики імунозалежних захворювань»: | Кайдашев Ігор Петрович                 | доктор медичних наук, проректор Української медичної стоматологічної академії |
| за роботу «Наукова розробка та впровадження персоніфікованого підходу до діагностики, лікування та профілактики імунозалежних захворювань»: | Колесник Юрій Михайлович               | доктор медичних наук, ректор Запорізького державного медичного університету |
| за роботу «Наукова розробка та впровадження персоніфікованого підходу до діагностики, лікування та профілактики імунозалежних захворювань»: | Чоп'як Валентина Володимирівна         | доктор медичних наук, завідувач кафедри Львівського національного медичного університету імені Данила Галицького                                                                       |
| за роботу «Наукова розробка та впровадження персоніфікованого підходу до діагностики, лікування та профілактики імунозалежних захворювань»: | Дріянська Вікторія Євгенівна           | доктор медичних наук, заступник директора державної установи «Інститут нефрології Національної академії медичних наук України»                                                         |
| за роботу «Наукова розробка та впровадження персоніфікованого підходу до діагностики, лікування та профілактики імунозалежних захворювань»: | Гаврисюк Володимир Костянтинович       | доктор медичних наук, завідувач відділення державної установи «Національний інститут фтизіатрії і пульмонології імені Ф. Г. Яновського Національної академії медичних наук України»    |
| за роботу «Наукова розробка та впровадження персоніфікованого підходу до діагностики, лікування та профілактики імунозалежних захворювань»: | Драннік Георгій Миколайович            | доктор медичних наук, завідувач лабораторії державної установи «Інститут урології Національної академії медичних наук України»                                                         |
| за роботу «Наукова розробка та впровадження персоніфікованого підходу до діагностики, лікування та профілактики імунозалежних захворювань»: | Іщейкін Костянтин Євгенович            | доктор медичних наук, народний депутат України, голова підкомітету Комітету Верховної Ради України з питань бюджету                                                                    |
| за роботу «Біологічно активні речовини мікробного синтезу в новітніх біотехнологіях і сучасному аграрному виробництві»                      | Іутинська Галина Олександрівна         | член-кореспондент Національної академії наук України, заступник директора Інституту мікробіології і вірусології імені Д. К. Заболотного НАН України                                    |
| за роботу «Біологічно активні речовини мікробного синтезу в новітніх біотехнологіях і сучасному аграрному виробництві»                      | Курдиш Іван Кирилович                  | доктор біологічних наук, завідувач відділу Інституту мікробіології і вірусології імені Д. К. Заболотного НАН України                                                                   |
| за роботу «Біологічно активні речовини мікробного синтезу в новітніх біотехнологіях і сучасному аграрному виробництві»                      | Білявська Людмила Олексіївна           | доктор біологічних наук, старший науковий співробітник Інституту мікробіології і вірусології імені Д. К. Заболотного НАН України                                                       |
| за роботу «Біологічно активні речовини мікробного синтезу в новітніх біотехнологіях і сучасному аграрному виробництві»                      | Циганкова Вікторія Анатоліївна         | доктор біологічних наук, провідний науковий співробітник Інституту біоорганічної хімії та нафтохімії імені В. П. Кухаря НАН України                                                    |
| за роботу «Біологічно активні речовини мікробного синтезу в новітніх біотехнологіях і сучасному аграрному виробництві»                      | Гончар Михайло Васильович              | доктор біологічних наук, завідувач відділу Інституту біоорганічної хімії та нафтохімії імені В. П. Кухаря НАН України                                                                  |
| за роботу «Біологічно активні речовини мікробного синтезу в новітніх біотехнологіях і сучасному аграрному виробництві»                      | Смутко Олег Володимирович              | кандидат біологічних наук, старший науковий співробітник Інституту біоорганічної хімії та нафтохімії імені В. П. Кухаря НАН України                                                    |
| за роботу «Біологічно активні речовини мікробного синтезу в новітніх біотехнологіях і сучасному аграрному виробництві»                      | Федоренко Віктор Олександрович         | доктор біологічних наук, завідувач кафедри Львівського національного університету імені Івана Франка                                                                                   |
| за роботу «Біологічно активні речовини мікробного синтезу в новітніх біотехнологіях і сучасному аграрному виробництві»                      | Волкогон Віталій Васильович            | доктор сільськогосподарських наук, директор Інституту сільськогосподарської мікробіології та агропромислового виробництва Національної академії аграрних наук України                  |
| за роботу «Високоефективні комплекси технічних засобів для вирощування зернових та інших культур»:                                          | Адамчук Валерій Васильович             | доктор технічних наук, директор Національного наукового центру «Інститут механізації та електрифікації сільського господарства Національної академії аграрних наук України»            |
| за роботу «Високоефективні комплекси технічних засобів для вирощування зернових та інших культур»:                                          | Насонов Василь Андрійович              | кандидат технічних наук, завідувач відділу Національного наукового центру «Інститут механізації та електрифікації сільського господарства» Національної академії аграрних наук України |
| за роботу «Високоефективні комплекси технічних засобів для вирощування зернових та інших культур»:                                          | Кюрчев Володимир Миколайович           | доктор технічних наук, ректор Таврійського державного агротехнологічного університету                                                                                                  |
| за роботу «Високоефективні комплекси технічних засобів для вирощування зернових та інших культур»:                                          | Булгаков Володимир Михайлович          | доктор технічних наук, професор Національного університету біоресурсів і природокористування України                                                                                   |
| за роботу «Високоефективні комплекси технічних засобів для вирощування зернових та інших культур»:                                          | Антонець Семен Свиридонович            | консультант приватного підприємства «Агроекологія» |
| за роботу «Високоефективні комплекси технічних засобів для вирощування зернових та інших культур»:                                          | Гавриленко Петро Миколайович           | директор приватного акціонерного товариства «Богуславська сільгосптехніка» |
| за роботу «Високоефективні комплекси технічних засобів для вирощування зернових та інших культур»:                                          | Калапа Сергій Георгійович              | гол правління — генеральний директор публічного акціонерного товариства «Ельворті» |
| за роботу «Високоефективні комплекси технічних засобів для вирощування зернових та інших культур»:                                          | Пономар Юрій Васильович                | генеральний директор товариства з обмеженою відповідальністю "Краснянське спеціалізоване підприємство «Агромаш»                                                                        |
| за роботу «Правова доктрина України»: | Барабаш Юрій Григорович                | доктор юридичних наук, проректор Національного юридичного університету імені Ярослава Мудрого                                                                                          |
| за роботу «Правова доктрина України»: | Кучерявенко Микола Петрович            | доктор юридичних наук, завідувач кафедри Національного юридичного університету імені Ярослава Мудрого                                                                                  |
| за роботу «Правова доктрина України»: | Шепітько Валерій Юрійович              | доктор юридичних наук, завідувач кафедри Національного юридичного університету імені Ярослава Мудрого                                                                                  |
| за роботу «Правова доктрина України»: | Шило Ольга Георгіївна                  | доктор юридичних наук, завідувач кафедри Національного юридичного університету імені Ярослава Мудрого                                                                                  |
| за роботу «Правова доктрина України»: | Прилипко Сергій Миколайович            | доктор юридичних наук, професор Національного юридичного університету імені Ярослава Мудрого                                                                                           |
| за роботу «Правова доктрина України»: | Колодій Анатолій Миколайович           | доктор юридичних наук, директор інституту державного вищого навчального закладу «Київський національний економічний університет імені Вадима Гетьмана»                                 |
| за роботу «Правова доктрина України»: | Щербина Валентин Степанович            | доктор юридичних наук, виконувач обов'язки завідувача кафедри Київського національного університету імені Тараса Шевченка                                                              |
| за роботу «Правова доктрина України»: | Селіванов Анатолій Олександрович       | доктор юридичних наук, постійний представник Верховної Ради України у Конституційному Суді України                                                                                     |